# Concino Concini
 (décembre 2013).
Concino Concini (francisé en Conchine), maréchal de France et marquis d’Ancre, baron de Lésigny, comte de Penna, né à Florence le 24 novembre 1569 et mort à Paris le 24 avril 1617, est un favori de la régente Marie de Médicis et époux de sa confidente Léonora Dori. Sa grande influence politique auprès de la régente lui vaut l'opposition du jeune Louis XIII et de ses courtisans qui le font assassiner.

## Biographie

### Origines et études
Quatrième fils de Giambattista Concini, Concino Concini naît dans la capitale toscane le 24 novembre 1569,. Il est issu d'une famille de « bonne noblesse » italienne. Son grand-père Bartolomeo Concini est ambassadeur du Grand-duché de Toscane près de l'empereur Maximilien, son père Giambattista Concini est premier secrétaire du Grand-duché de Toscane. La famille serait originaire du village de Firenzuola, près de Florence.
Portant le titre de comte della Penna, Concino Concini étudie à l'université de Pise.

### Ascension à la cour de Henri IV

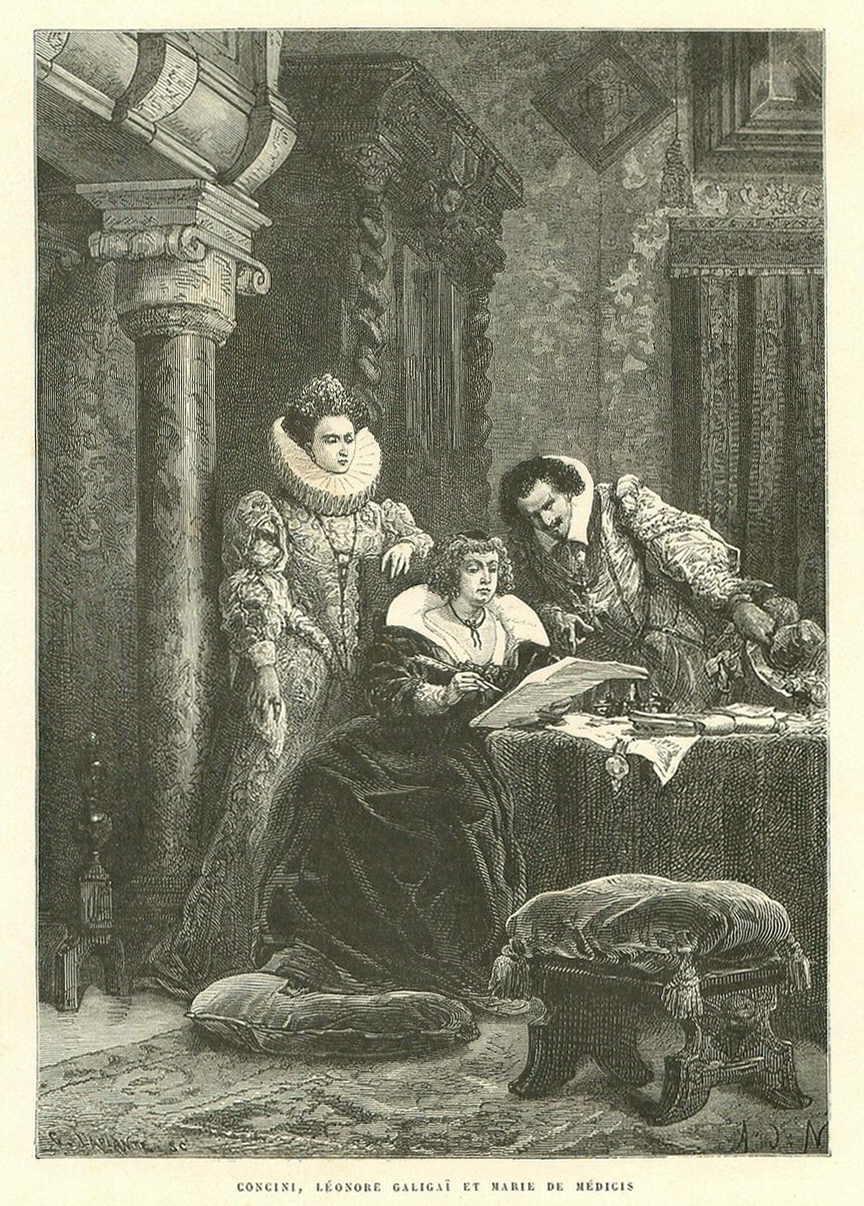
Marie de Médicis soumise aux volontés du couple Concini. Gravure d'après un dessin d'Alphonse de Neuville, XIXe siècle.

Présent dans l'entourage de Marie de Médicis, Concini est décrit comme un homme prétentieux et arrogant par Jules Michelet. Il rencontre et demande en mariage Léonora Galigaï, dont la présence est indispensable à la reine. Henri IV s'oppose un temps à ce mariage avant d'y consentir en juillet 1601. Sa présence au côté de la reine ne satisfait pas le roi qui aimerait voir s’éloigner de son entourage cet individu ambitieux et son épouse . Finalement, le roi trouve en lui un partenaire de jeu de cartes agréable. Il lui confie quelques missions diplomatiques et le nomme premier maître d'hôtel et premier écuyer, s'en faisant ainsi un homme bien placé pour surveiller et influencer la reine.
Le caractère de Concini lui vaut toutefois une antipathie profonde parmi les nobles et le peuple. Le chroniqueur Pierre de L'Estoile rapporte que le 4 mai 1610, soit dix jours avant la mort du roi, Concini manque de se faire tuer alors qu’il se permet d’entrer au Parlement de Paris le chapeau sur la tête. Les clercs du Palais se jettent sur lui et le bâtonnent, lui et les pages de la reine qui viennent à sa rescousse. Comme Concini s'en plaint au roi, le parlement députe vers ce dernier dix conseillers pour lui rappeler l’immunité de leur demeure.

### Favori de Marie de Médicis et maréchal de France
Devenue régente, Marie de Médicis en fait son favori. Concini achète le marquisat d'Ancre et se fait nommer premier gentilhomme de la Chambre, surintendant de la maison de la reine, gouverneur de Péronne, Roye et Montdidier avant d’être finalement élevé à la dignité de maréchal de France en 1613. Détesté par la noblesse et le peuple, il voit néanmoins grandir son influence politique. Ainsi, en 1616, il obtient la disgrâce du chancelier, Nicolas Brûlart de Sillery. Il fait nommer ministres Richelieu, Claude Mangot et Claude Barbin.

### Assassinat
Louis XIII prend ombrage de l'arrogance de Concini. Celui-ci s'attire également l'hostilité des autres courtisans, notamment le duc de Luynes, maître de fauconnerie et favori du roi.

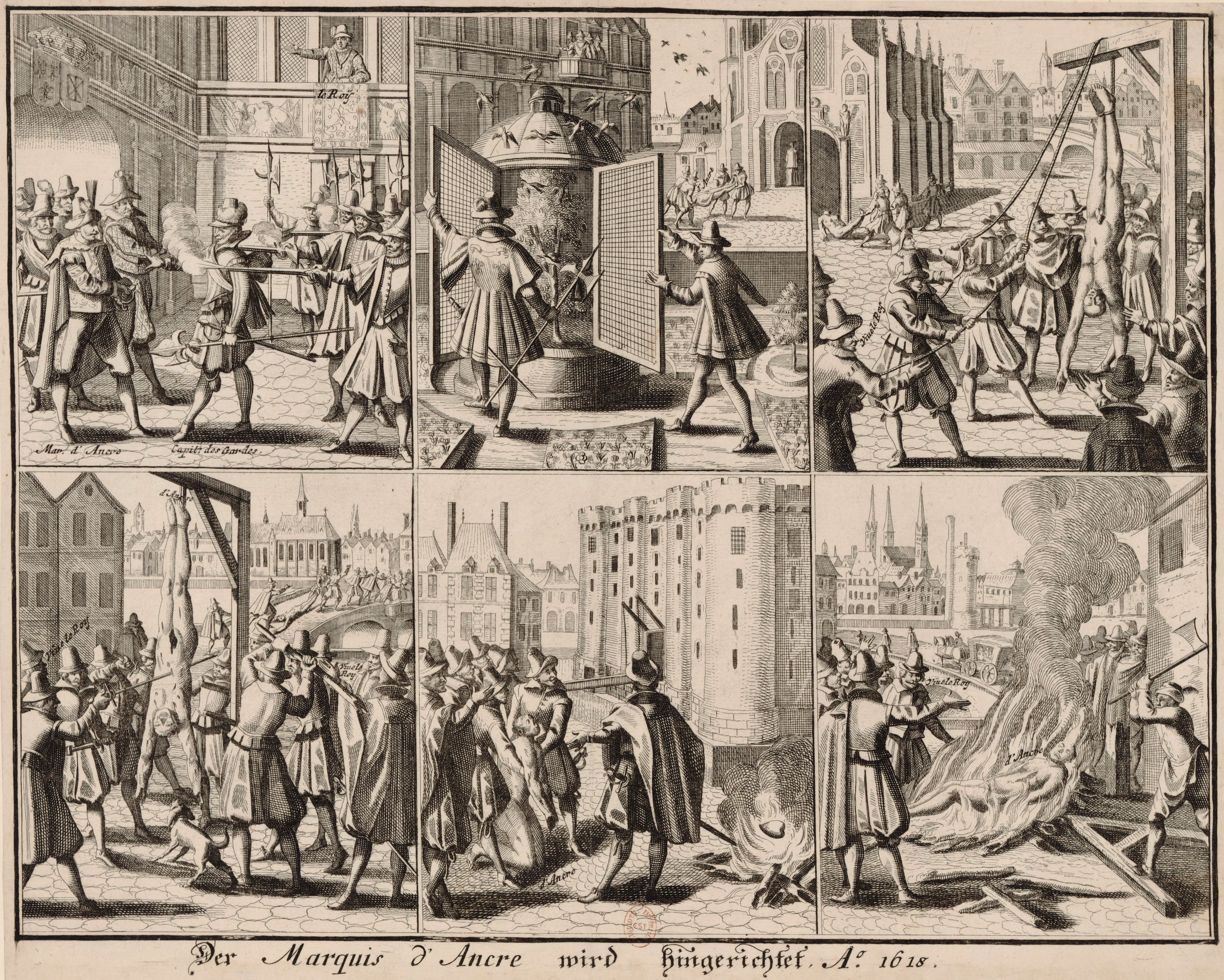
Assassinat du maréchal d'Ancre, le 24 avril 1617.
Estampe anonyme, BnF, département des estampes, 1618.

Afin de mettre fin à la régence de sa mère, Louis XIII effectue un coup de majesté, aidé du duc de Luynes et de quelques fidèles. Concini ne pouvant être arrêté (il dispose d’une armée personnelle de plus de 7 000 soldats sans compter ses partisans), il est envisagé de le faire assassiner. D'après La Relation exacte de tout ce qui s'est passé à la mort du Marechal d'Ancre, au moment où Concini franchit seul la porte d'accès du château du Louvre le 24 avril 1617, il est encerclé par les hommes du baron de Vitry, capitaine des gardes. Celui-ci lui saisit le bras et l'apostrophe de la sorte : « De par le roi, je vous arrête ! ». Il n'est pas certain que le maréchal d'Ancre tente, instinctivement ou non, de dégainer son épée mais en tout état de cause, Vitry décharge son pistolet sur Concini, geste aussitôt imité par ses fidèles. Trois coups atteignent le favori de la régente au visage et à la gorge, les gardes l'achevant à coups d'épée. Louis XIII remercie les meurtriers : « Grand merci à vous, à cette heure, je suis roi ! ».
Enterré discrètement dans l'église Saint-Germain-l'Auxerrois, le corps de Concini est exhumé par la populace parisienne, et traîné dans les rues de Paris, puis profané. Après avoir été lapidé et bâtonné, il est pendu par les pieds à l’une des potences qu’il avait fait élever sur le pont Neuf, puis dépecé et ses restes brûlés. Sa femme est jugée pour trahison, sorcellerie, juiverie, pratique de la magie réprouvée et de l'astrologie judiciaire. Condamnée pour crime de « lèze-majesté divine et humaine », elle est exécutée en place de Grève à Paris le 8 juillet 1617. Leurs biens, notamment le château de Lésigny et l’hôtel parisien de la rue de Tournon, sont confisqués et attribués au duc de Luynes.

### Famille
- Petit-fils de Bartholomeo Concini
- Fils de Giambattista Concini († 1605) et de Camilla Miniati
- Marié avec Léonora Dori (1568-1617), père de :
  - Henri (7 juin 1603-1631). Après l'assassinat de son père et le procès funeste de sa mère, il est confié au sieur de Fiesque avant d'être gardé pendant cinq ans au château de Nantes. Il n'en est libéré que grâce à l'intervention de Marie de Médicis qui le recommande au duc de Toscane. Sans descendance, il meurt de la peste à Florence[16] en 1631.
  - Marie (décembre 1607 - 2 janvier 1617). Elle est la filleule d'Henri IV.

## Armoiries
| Figure | Nom du prince et blasonnement |
|        | Armes de la famille Concini Ecartelé : 1 et 4, d'azur, à un rocher d'or, de trois coupeaux, surmonté de trois panaches d'argent; 2 et 3, d'argent, à quatre chaînes de sable, passées en sautoir.                                                            |
|        | Armes du marquis d'Ancre Parti de deux, coupé d'un : 1 et 6, d'azur, à un rocher d'or, de trois coupeaux, surmonté de trois panaches d'argent ; 2 et 4, d'or, à l'aigle bicéphale de sable; 3 et 5; d'argent, à quatre chaînes de sable, passées en sautoir. |

## Filmographie
- 1938 : dans le film « Remontons les Champs-Elysées » de Sacha Guitry, il est interprété par Silvio de Pedrelli.
- 1946 : dans le film « Le Capitan » de Robert Vernay, il est interprété par Aimé Clariond.
- 1960 : dans l'épisode « Qui a tué Henri IV ? » de La caméra explore le temps d’Alain Decaux et André Castelot, il est interprété par Jean-Marie Fertey.
- 1960 : dans le film « Le Capitan » d’André Hunebelle, il est interprété par Arnoldo Foà.
- 1976 : dans le téléfilm « L'assassinat de Concini » de Gérard Vergez et Jean Chatenet, il est interprété par Jacques Rispal.
- 1977 : dans la série « Richelieu, le Cardinal de Velours », il est interprété par Jean-Pierre Bernard.
- 2019 : dans la saison 3 de « La Guerre des trônes, la véritable histoire de l'Europe », il est interprété par Ilario Calvo.

## Sources primaires
- Pamphlets de Pierre Boitel, sieur de Gaubertin (XVIIe)
- Pierre Mathieu, La Conjuration de Conchine, Paris, Pierre Rocolet, 1618, in-12.
- Pierre Dupuy, Histoires des plus illustres favoris, Leyde, Jean Elzevier, 1659, in-12.
- Mémoires de Brienne, publiés en 1818, t. I, p. 255.
- Historiettes de Tallemant des Réaux, Mémoires pour servir à l'histoire du XVIIe siècle. Notes Par MM. Monmerqué, Membre de l'Institut, de Chateaugiron et Taschereau, t. I. Paris, Levavasseur, Libraire, 16 place Vendôme. 1834.

### Théâtre
- Pierre Matthieu, La Magicienne étrangère, 1617 sur le site Théâtre Classique